# Хандман, Эбигейл
Эбигейл Хандман (род. 1990 в городе Род-Таун) — модель, победительница конкурса красоты Мисс Британские Виргинские острова 2011 года и представила свою страну на конкурсе Мисс Вселенная 2012.

## Юность
Она студентка биологического факультета Университета Ксавьера в Луизиане.

## Мисс Британские Виргинские острова 2011 и Мисс Вселенная 2012
Эбигейл Хандман — победила в конкурсе «Мисс Британские Виргинские острова 2011» во время финального мероприятия, проведенного в «Multi Purpose Sports Complex» 31 июля 2011 года в Род-Таун. Эбигейл Хиндман представляла Британские Виргинские острова на конкурсе Мисс Вселенная 2012.